# Municipio de Pulaski (Arkansas)
El municipio de Pulaski (en inglés: Pulaski Township) es un municipio ubicado en el condado de Lonoke en el estado estadounidense de Arkansas. En el año 2010 tenía una población de 475 habitantes y una densidad poblacional de 7,5 personas por km².

## Geografía
El municipio de Pulaski se encuentra ubicado en las coordenadas 34°46′34″N 92°2′11″O / 34.77611, -92.03639. Según la Oficina del Censo de los Estados Unidos, el municipio tiene una superficie total de 63.31 km², de la cual 55,54 km² corresponden a tierra firme y (12,27 %) 7,77 km² es agua.

## Demografía
Según el censo de 2010, había 475 personas residiendo en el municipio de Pulaski. La densidad de población era de 7,5 hab./km². De los 475 habitantes, el municipio de Pulaski estaba compuesto por el 32,84 % blancos, el 63,58 % eran afroamericanos, el 2,11 % eran de otras razas y el 1,47 % eran de una mezcla de razas. Del total de la población el 4,21 % eran hispanos o latinos de cualquier raza.